# Campionati del mondo di atletica leggera 2013 - 400 metri ostacoli femminili
La gara dei 400 metri ostacoli femminili si è svolta tra lunedì 12 agosto e giovedì 15 agosto 2013.

## Podio
| Pos.    | Atleta           | Nazionalità | Tempo |
| ------- | ---------------- | ----------- | ----- |
| Oro     | Zuzana Hejnová   | Rep. Ceca   | 52"83 |
| Argento | Dalilah Muhammad | Stati Uniti | 54"09 |
| Bronzo  | Lashinda Demus   | Stati Uniti | 54"27 |

## Situazione pre-gara

### Record
Prima di questa competizione, il record del mondo (WR) e il record dei campionati (CR) erano i seguenti.
| Record                | Prestazione | Atleta                  | Data                             | Competizione              |
| --------------------- | ----------- | ----------------------- | -------------------------------- | ------------------------- |
| Record mondiale       | 52"34       | Julija Pečënkina Russia | 8 agosto 2003 Tula, Russia       |                           |
| Record dei campionati | 52"42       | Melaine Walker Giamaica | 20 agosto 2009 Berlino, Germania | Campionati del mondo 2009 |

### Campioni in carica
I campioni in carica, a livello mondiale e continentale, erano:
| Campione | Atleta                     | Prestazione | Data                                   | Competizione               |
| -------- | -------------------------- | ----------- | -------------------------------------- | -------------------------- |
| Olimpico | Natal'ja Antjuch Russia    | 52"70       | 8 agosto 2012 Londra, Regno Unito      | Giochi della XXX Olimpiade |
| Mondiale | Lashinda Demus Stati Uniti | 52"47       | 1º settembre 2011 Taegu, Corea del Sud | Campionati del mondo 2011  |
| Europeo  | Irina Davydova Russia      | 53"77       | 29 giugno 2012 Helsinki, Finlandia     | Campionati europei 2012    |

### La stagione
Prima di questa gara, gli atleti con le migliori tre prestazioni dell'anno erano:
| Pos. | Atleta                           | Prestazione | Data                                        |
| ---- | -------------------------------- | ----------- | ------------------------------------------- |
| 1    | Zuzana Hejnová Rep. Ceca         | 53"07       | 26 luglio 2013 Londra, Regno Unito          |
| 2    | Kori Carter Stati Uniti          | 53"21       | 7 giugno 2013 Eugene, Stati Uniti d'America |
| 3    | Perri Shakes-Drayton Regno Unito | 53"67       | 26 luglio 2013 Londra, Regno Unito          |

## Risultati
| LEGENDA: | NR | Record Nazionale | PB | Primato personale | SB | Primato stagionale |

### Batterie
Qualificazione: i primi tre di ogni serie (Q) e i quattro tempi migliori tra gli esclusi (q) si qualificano alle semifinali.
| Pos. | Batteria | Corsia | Nome                        | Nazionalità       | Tempo | Note |
| ---- | -------- | ------ | --------------------------- | ----------------- | ----- | ---- |
| 1    | 3        | 2      | Perri Shakes-Drayton        | Regno Unito       | 54.42 | Q    |
| 2    | 4        | 5      | Dalilah Muhammad            | Stati Uniti       | 54.90 | Q    |
| 3    | 3        | 3      | Lashinda Demus              | Stati Uniti       | 54.94 | Q    |
| 4    | 4        | 1      | Eilidh Child                | Regno Unito       | 55.17 | Q    |
| 5    | 2        | 8      | Zuzana Hejnová              | Rep. Ceca         | 55.25 | Q    |
| 6    | 3        | 1      | Natal'ja Antjuch            | Russia            | 55.29 | Q    |
| 7    | 3        | 4      | Lauren Boden                | Australia         | 55.37 | q    |
| 8    | 1        | 2      | Denisa Rosolová             | Rep. Ceca         | 55.44 | Q    |
| 9    | 1        | 8      | Meghan Beesley              | Regno Unito       | 55.45 | Q    |
| 9    | 4        | 7      | Irina Davydova              | Russia            | 55.45 | Q    |
| 11   | 2        | 5      | Hanna Titimec               | Ucraina           | 55.50 | Q    |
| 12   | 4        | 4      | Hanna Jaroščuk              | Ucraina           | 55.73 | q    |
| 13   | 2        | 7      | Nickiesha Wilson            | Giamaica          | 55.75 | Q    |
| 14   | 1        | 1      | Vania Stambolova            | Bulgaria          | 55.91 | Q    |
| 15   | 3        | 6      | Ristananna Tracey           | Giamaica          | 55.94 | q    |
| 16   | 2        | 6      | Christine Spence            | Stati Uniti       | 55.96 | q    |
| 17   | 1        | 7      | Satomi Kubokura             | Giappone          | 56.33 | SB   |
| 18   | 2        | 3      | Anastasija Ott              | Russia            | 56.39 |      |
| 19   | 4        | 3      | Jennifer Rockwell-Grossarth | Italia            | 56.53 |      |
| 20   | 3        | 7      | Phara Anacharsis            | Francia           | 56.73 |      |
| 21   | 1        | 5      | Axelle Dauwens              | Belgio            | 56.85 |      |
| 22   | 4        | 6      | Danielle Dowie              | Giamaica          | 57.03 |      |
| 23   | 4        | 8      | Ugonna Ndu                  | Nigeria           | 57.27 |      |
| 24   | 4        | 2      | Noelle Montcalm             | Canada            | 57.50 |      |
| 25   | 2        | 4      | Anneri Ebersohn             | Sudafrica         | 57.90 |      |
| 26   | 2        | 2      | Amaliya Sharoyan            | Armenia           | 57.97 | NR   |
| 27   | 1        | 3      | Hayat Lambarki              | Marocco           | 58.00 |      |
| 28   | 3        | 8      | Sparkle McKnight            | Trinidad e Tobago | 58.85 |      |
| 29   | 1        | 4      | Georganne Moline            | Stati Uniti       | 59.05 |      |
|      | 1        | 6      | Kaliese Spencer             | Giamaica          | DQ    |      |
|      | 2        | 1      | Muizat Ajoke Odumosu        | Nigeria           | DQ    |      |
|      | 3        | 5      | Christine Sonali Merrill    | Sri Lanka         | DQ    |      |

### Semifinale
Qualificazione: i primi tre di ogni serie (Q) e i due tempi migliori tra gli esclusi (q) si qualificano alla finale.
| Pos. | Batteria | Corsia | Nome                 | Nazionalità | Tempo | Note  |
| ---- | -------- | ------ | -------------------- | ----------- | ----- | ----- |
| 1    | 1        | 4      | Zuzana Hejnová       | Rep. Ceca   | 53.52 | Q     |
| 2    | 2        | 5      | Perri Shakes-Drayton | Regno Unito | 53.92 | Q     |
| 3    | 1        | 5      | Dalilah Muhammad     | Stati Uniti | 54.08 | Q     |
| 4    | 2        | 4      | Lashinda Demus       | Stati Uniti | 54.22 | Q, SB |
| 5    | 1        | 6      | Eilidh Child         | Regno Unito | 54.32 | Q     |
| 6    | 2        | 3      | Hanna Titimec        | Ucraina     | 54.63 | Q, PB |
| 7    | 1        | 1      | Hanna Jaroščuk       | Ucraina     | 54.92 | q     |
| 8    | 1        | 7      | Nickiesha Wilson     | Giamaica    | 54.94 | q, SB |
| 9    | 1        | 3      | Meghan Beesley       | Regno Unito | 54.97 | PB    |
| 10   | 1        | 8      | Irina Davydova       | Russia      | 55.05 |       |
| 11   | 2        | 6      | Denisa Rosolová      | Rep. Ceca   | 55.14 |       |
| 12   | 2        | 2      | Ristananna Tracey    | Giamaica    | 55.43 |       |
| 13   | 2        | 8      | Natal'ja Antjuch     | Russia      | 55.55 |       |
| 14   | 2        | 1      | Lauren Boden         | Australia   | 55.75 |       |
| 15   | 2        | 7      | Vania Stambolova     | Bulgaria    | 56.58 |       |
| 16   | 1        | 2      | Christine Spence     | Stati Uniti | 58.35 |       |

### Finale
| Pos. | Corsia | Nome                 | Nazionalità | Tempo | Note   |
| ---- | ------ | -------------------- | ----------- | ----- | ------ |
|      | 3      | Zuzana Hejnová       | Rep. Ceca   | 52.83 | WL, NR |
|      | 4      | Dalilah Muhammad     | Stati Uniti | 54.09 |        |
|      | 6      | Lashinda Demus       | Stati Uniti | 54.27 |        |
| 4    | 7      | Hanna Titimec        | Ucraina     | 54.72 |        |
| 5    | 8      | Eilidh Child         | Regno Unito | 54.86 |        |
| 6    | 1      | Hanna Jaroščuk       | Ucraina     | 55.01 |        |
| 7    | 5      | Perri Shakes-Drayton | Regno Unito | 56.25 |        |
| 8    | 2      | Nickiesha Wilson     | Giamaica    | 57.34 |        |